# Joaçaba
Joaçaba – miasto i gmina w Brazylii, w stanie Santa Catarina. Znajduje się w mezoregionie Oeste Catarinense i mikroregionie Joaçaba.
Z Joaçaba pochodzi Natália Pereira, brazylijska siatkarka, reprezentantka kraju.